# ويليام براشاو إغان
ويليام براشاو إغان هو سياسي أمريكي، ولد في 28 سبتمبر 1808 في كيلارني ‏ في جمهورية أيرلندا، وتوفي في 27 أكتوبر 1860. انتخب عضو مجلس نواب إلينوي ‏.